# 黒田昊夢
黒田 昊夢（くろだ ひろむ、2001年9月10日 - ）は、日本の俳優。
山形県出身。

## 人物
趣味：ギター・料理。
特技：ボイスパーカッション・バク転。

## 出演

### テレビ番組
- 猫のひたいほどワイド（2024年4月 - 、テレビ神奈川） - 猫の手も借り隊　
  - 水曜イエロー（2024年4月 - 2025年3月）[2]
  - 火曜イエロー（2025年4月 - ）

### テレビドラマ
- サバエとヤッたら終わる（2024年8月12日 - 、TOKYO MX）[3]

### 配信ドラマ
- 【推しの子】（2024年11月28日 - 12月5日、Amazon Prime Video） - 森本ケンゴ 役[4]

~他~
カカリ-憑-

### ネット配信
- オオカミちゃんには騙されない（2019年7月14日 - 9月22日、AbemaTV）